# 人狼バトル
人狼バトル（じんろうバトル）は、マリン・エンタテインメントより2014年から2022年にかけて発売されたDVDシリーズ。また、マリン・エンタテインメントのリアルイベント、配信イベント。

## 概要
声優複数人が、人狼ゲームに挑む模様を収録したオリジナルDVDシリーズ。「人狼 ザ・ライブプレイングシアター」を手掛けるセブンスキャッスル（現・株式会社オラクルナイツ）が完全協力し、ゲーム監督を児玉健が担当している。「声優DVD企画 宝探し」と同様に当シリーズも女性声優版、男性声優版とで制作が行われた。2022年までDVDのリリースが続けられ、以降はリアルイベントおよび配信イベントとして開催されている。また、コスプレイヤーが出演する「人狼バトルレイヤーズ」も催されている。

## 女性声優版
人狼バトル〜missing girl in fairyland〜
2014年2月12日に発売された本シリーズ第1弾かつ唯一の女性声優版。
出演
- 荒川美穂
- 大亀あすか
- 大久保瑠美
- 小松未可子
- 東山奈央
- 長妻樹里
- 西明日香
- 早見沙織
- 福原香織
- 村川梨衣
- 悠木碧

収録内容
通常盤は本編のみ
- DISC1『人狼バトル1回戦』本編/『人狼バトル1回戦』本編完全版
- DISC2『人狼バトル2回戦』本編/『人狼バトル2回戦』本編完全版/キャストコメント

## 男性声優版

### 人狼VS勇者
2014年6月25日に発売されたシリーズ第2弾かつ、男性声優版第1弾。同年4月13日にアニメイト池袋本店9F アニメイトホールにて開催されたイベントの模様と、イベントとは別に収録した3回戦が収録されている。
出演
- 江口拓也
- 逢坂良太
- 近藤孝行
- 立花慎之介
- 豊永利行
- 羽多野渉
- 日野聡
- 平川大輔
- 水島大宙

収録内容
- DISC1『1回戦』/『2回戦』
- DISC2『3回戦』（限定盤のみボーナストラック（キャストコメント））

### 人狼VS騎士
2014年12月24日に発売された男性声優版第2弾。
出演
- 岡本信彦
- 興津和幸
- 岸尾だいすけ
- 木村良平
- 島﨑信長
- 菅沼久義
- 杉山紀彰
- 高橋広樹
- 間島淳司

収録内容
- DISC1『1回戦』
- DISC2『2回戦』（限定盤のみボーナストラック（キャストコメント））

### 人狼VS探偵
2015年11月6日に発売された男性声優版第3弾。
出演
- 蒼井翔太
- 柿原徹也
- 下野紘
- 鈴村健一
- 鳥海浩輔
- 野島健児
- 野島裕史
- 増田俊樹
- 村瀬歩
- 安元洋貴

収録内容
- DISC1『1回戦』
- DISC2『2回戦』（限定盤のみボーナストラック（キャストコメント））

### 人狼VS英雄
2017年4月26日に発売された男性声優版第4弾。
出演
- 蒼井翔太
- 江口拓也
- 木村良平
- 菅沼久義
- 杉山紀彰
- 高橋広樹
- 豊永利行
- 野島健児
- 野島裕史
- 羽多野渉
- 水島大宙
- 安元洋貴

収録内容
- DISC1『1回戦』
- DISC2『2回戦』（限定盤のみボーナストラック（キャストコメント））

### 人狼VS魔法使い
2017年11月1日に発売された男性声優版第5弾。
出演
- 市川太一
- 梅原裕一郎
- 榎木淳弥
- 白井悠介
- 土岐隼一
- 仲村宗悟
- 野上翔
- 花江夏樹
- 古川慎
- 八代拓
- 山谷祥生

収録内容
- DISC1『1回戦』/『2回戦』
- DISC2『3回戦』（限定盤のみボーナストラック（キャストコメント））

### 人狼VSスパイ
2018年12月19日に発売された男性声優版第6弾。
出演
- 石井孝英
- 市川太一
- 白井悠介
- 寺島惇太
- 土岐隼一
- 仲村宗悟
- 野上翔
- 濱野大輝
- 古川慎
- 村田太志
- 八代拓
- 山谷祥生

収録内容
- DISC1『1回戦』
- DISC2『2回戦』/『特典映像（エキシビション（限定盤のみキャストコメント収録））』

## イベントDVD
リアルイベントの模様を収録したシリーズ。

### 人狼VS王子
2018年1月24日に発売されたイベントDVD第1弾。2017年7月23日に幕張イベントホールにて開催されたイベントの模様が収録されている
出演
- 蒼井翔太
- 江口拓也
- 木村良平
- 菅沼久義
- 杉山紀彰
- 高橋広樹
- 豊永利行
- 野島健児
- 野島裕史
- 羽多野渉
- 水島大宙

ナレーション
- 安元洋貴

MC
- 高地真吾

収録内容
- DISC1『昼の部』
- DISC2『夜の部』

### 人狼VS怪盗
2018年11月7日に発売されたイベントDVD第2弾。2018年6月2日に三郷市文化会館にて開催されたイベントの模様が収録されている。
出演
- 市川太一
- 榎木淳弥
- 白井悠介
- 土岐隼一
- 仲村宗悟
- 野上翔
- 畠中祐
- 花江夏樹
- 濱野大輝
- 古川慎
- 八代拓
- 山谷祥生

ナレーション
- 立花慎之介

MC
- 橋本顕

収録内容
- DISC1『昼の部』
- DISC2『夜の部』

### 人狼VS侍
2019年6月26日に発売されたイベントDVD第3弾。2018年10月13日にサンシティ越谷にて開催されたイベントの模様が収録されている。
出演
- 赤羽根健治
- 菅沼久義
- 高橋広樹
- 豊永利行
- 鳥海浩輔
- 野島健児
- 野島裕史
- 平川大輔
- 水島大宙
- 安元洋貴

ナレーション
- 日野聡

MC
- 高地真吾

収録内容
- DISC1『昼の部』
- DISC2『夜の部』

### 人狼VS海賊
2019年9月25日に発売されたイベントDVD第4弾。2019年2月3日に新宿文化センターにて開催されたイベントの模様が収録されている。
出演
- 市川太一
- 梅原裕一郎
- 小松昌平
- 高塚智人
- 仲村宗悟
- 永野由祐
- 野上翔
- 花江夏樹
- 濱野大輝
- 深町寿成
- 村瀬歩
- 八代拓

ナレーション
- 細谷佳正

MC
- 澤田拓郎

収録内容
- DISC1『昼の部』
- DISC2『夜の部』

### 人狼VSエクソシスト
2020年4月1日に発売されたイベントDVD第5弾。2019年8月3日にベルサール高田馬場にて開催されたイベントの模様が収録されている。
出演
- 市川太一
- 小松昌平
- 白井悠介
- 鈴木崚汰
- 高塚智人
- 千葉翔也
- 寺島惇太
- 土岐隼一
- 仲村宗悟
- 永野由祐
- 野上翔
- 濱野大輝
- 深町寿成
- 増元拓也
- 山谷祥生

ナレーション
- 寺島拓篤

MC
- 高地真吾

収録内容
- DISC1『昼の部』
- DISC2『夜の部』

### 人狼VSプリズナー
2020年8月26日に発売されたイベントDVD第6弾。2020年2月9日にサンシティ越谷にて開催されたイベントの模様が収録されている。
出演
- 石井孝英
- 市川太一
- 井上雄貴
- 浦尾岳大
- 浦和希
- 大塚剛央
- 梶原岳人
- 小松昌平
- 高塚智人
- 永野由祐
- 濱健人
- 濱野大輝
- 山谷祥生

ナレーション
- 狩野翔

MC
- 高地真吾

収録内容
- DISC1『昼の部』
- DISC2『夜の部』

## 人狼バトル THE NIGHTMARE
2020年より開始した新シリーズで、これまで10人程の参加者で行われたゲームが、4〜5人程度へと抑えられている。先ずは配信イベントとして開催し、2022年からはリアルイベントも再開した。2020年6月19日から2021年10月1日にかけて配信されたSEASON1がDVDリリースされている。

### SEASON1

#### #1
2022年1月26日に発売されたTHE NIGHTMARE SEASON1第1弾。2020年6月19日、6月20日、7月17日にニコニコ生放送にて配信されたバトル計12戦を収録している。
出演
DISC1
- 梶原岳人
- 狩野翔
- 高塚智人
- 千葉翔也

DISC2
- 白井悠介
- 高塚智人
- 濱野大輝
- 深町寿成

DISC3
- 狩野翔
- 汐谷文康
- 寺島惇太
- 土岐隼一

#### #2
2022年2月23日に発売されたTHE NIGHTMARE SEASON1第2弾。2020年7月24日、8月21日にニコニコ生放送にて配信されたバトル計8戦を収録している。
出演
DISC1
- 狩野翔
- 寺島惇太
- 土岐隼一
- 濱野大輝

DISC2
- 白井悠介
- 高塚智人
- 千葉翔也
- 深町寿成

#### #3
2022年10月19日に発売されたTHE NIGHTMARE SEASON1第3弾。2020年10月16日、10月20日にニコニコ生放送にて配信されたバトル計8戦を収録している。
出演
DISC1
- 梶原岳人
- 菊池勇成
- 小松昌平
- 永野由祐

DISC2
- 石井孝英
- 菊池勇成
- 小松昌平
- 高塚智人

#### #4
＃3と同日発売されたTHE NIGHTMARE SEASON1第4弾。2021年4月2日、6月20日にニコニコ生放送にて配信されたバトル計8戦を収録している。
出演
DISC1
- 石井孝英
- 菊池勇成
- 永野由祐
- 濱野大輝
- 深町寿成

DISC2
- 石井孝英
- 小松昌平
- 汐谷文康
- 白井悠介
- 千葉翔也